# Carmelo Delgado Delgado
Carmelo Delgado Delgado (20 avril 1913 — 29 avril 1937) est un chef du Parti nationaliste portoricain (présidé par Pedro Albizu Campos (en)). Delgado a rejoint la brigade Abraham Lincoln et combattu les nationalistes espagnols pendant la guerre civile espagnole. Portoricain de naissance, il serait le premier citoyen américain à mourir dans la guerre civile espagnole.